# Microstylum unicolor
Microstylum unicolor là một loài ruồi trong họ Asilidae. Microstylum unicolor được Ricardo miêu tả năm 1925. Loài này phân bố ở vùng nhiệt đới châu Phi.